# Head or Heart
Head or Heart — второй студийный альбом американской певицы Кристины Перри, выпущенный 1 апреля 2014 года на лейбле Atlantic Records.

## Промо
В поддержку альбома Перри отправилась в двухмесячный тур по Северной Америке.

## Синглы
18 ноября 2013 года песня «Human» была выпущена как первый сингл с альбома. По состоянию на 9 декабря 2013 года количество загрузок сингла составило 43 000.

### Коммерческий успех
Head or Heart дебютировал под #4 в американском чарте Billboard 200, а продажи альбома составили 40,000 копий в первую неделю.

### Отзывы критиков
Head or Heart получил смешанные отзывы от музыкальных критиков. Джеймс Кристофер Монгер из Allmusic дал альбому 3.5 из 5 звёзд и описал его как «более уверенный, чем её дебютный альбом, но сохранивший большую часть своей уязвимости».

## Список композиций
| №   | Название                               | Автор(ы)                               | Продюсер(ы)             | Длительность |
| --- | -------------------------------------- | -------------------------------------- | ----------------------- | ------------ |
| 1.  | «Trust»                                | Christina Perri                        | Jake Gosling            | 3:32         |
| 2.  | «Burning Gold»                         | Perri, Kid Harpoon                     | John Hill, Butch Walker | 3:45         |
| 3.  | «Be My Forever» (featuring Ed Sheeran) | Perri, Jamie Scott                     | Gosling                 | 3:20         |
| 4.  | «Human»                                | Perri, Martin Johnson                  | Johnson                 | 4:10         |
| 5.  | «One Night»                            | Perri, Kevin Griffin                   | Gosling                 | 3:06         |
| 6.  | «I Don't Wanna Break»                  | Perri, Jack Antonoff                   | Antonoff, Hill          | 3:53         |
| 7.  | «Sea of Lovers»                        | Perri, Jim Eliot                       | Gosling                 | 3:37         |
| 8.  | «The Words»                            | Perri, David Ryan Harris, David Hodges | Walker                  | 4:14         |
| 9.  | «Lonely Child»                         | Perri, Griffin                         | Gosling                 | 3:45         |
| 10. | «Run»                                  | Perri                                  | Gosling                 | 4:20         |
| 11. | «Butterfly»                            | Perri                                  | Gosling                 | 3:47         |
| 12. | «Shot Me in the Heart»                 | Perri, Scott                           | Gosling                 | 3:43         |
| 13. | «I Believe»                            | Perri, Hodges                          | Gosling                 | 4:41         |

## История релиза
| Страна | Дата          | Формат(ы)                | Лейбл    | Прим. |
| ------ | ------------- | ------------------------ | -------- | ----- |
| США    | 1 апреля 2014 | CD, цифровая дистрибуция | Atlantic | [ 5 ] |